# Lu Han

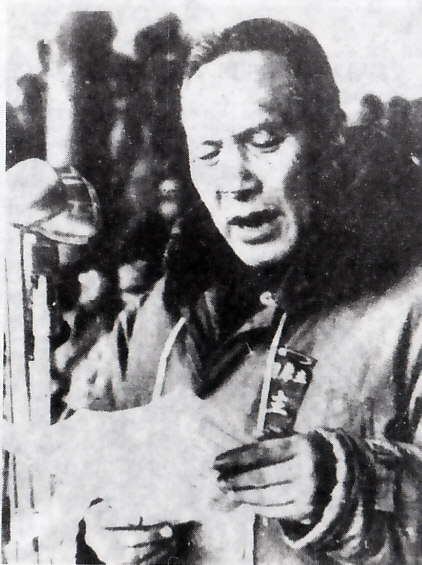
Lu Han, 1950

Lu Han (chinesisch 盧漢 / 卢汉, Pinyin Lú Hàn; * 1895 in Zhaotong, Provinz Yunnan, Chinesisches Kaiserreich; † 13. Mai 1974 in Peking, Volksrepublik China) aus dem Volk der Yi war ein General der Republik China während des Chinesischen Bürgerkriegs.

## Leben
Lu Han wurde in Yunnan an der Militärakademie ausgebildet. Ab 1932 diente er als hochrangiger Offizier in der Militärverwaltung der Republik China. In den 40er-Jahren während des Chinesischen Bürgerkriegs befehligte er eine Armeegruppe. Lu Han war ebenso für die Verbindung mit der VNQDD zuständig. Lu Han war der Cousin des Gouverneurs von Yunnan Long Yun. Chiang Kai-shek berief Lu Han als Oberbefehlshaber der chinesischen Besatzungsarmee in Nordvietnam nach dem Ende des Zweiten Weltkriegs. Das Ziel Chiangs war die Position Long Yuns zu schwächen. Lu Han blieb in diesem Machtkampf neutral und Chiang setzte Long Yun schließlich ab.
Bezüglich der Demokratischen Republik Vietnam verfolgte Lu Han eine Politik der Neutralität und verhinderte für Monate die Wiederinbesitznahme Nordvietnams durch die Kolonialmacht Frankreich. Der Preis dieser Unterstützung war jedoch die wirtschaftliche Ausbeutung des Nordens zu Gunsten der chinesischen Besatzungsarmee. Lu Han wurde nach seiner Rückkehr durch Chiang zum Gouverneur von Yunnan berufen.
Zu Ende des chinesischen Bürgerkriegs lief Lu Han mit seinen Truppen zu den Kommunisten über, was Yunnan größere Gefechte ersparte.